# Shisha Pangma
El Shisha Pangma (tibetà: ཤིས་ས་སྤང་མ, shis sa spang ma), també conegut com a Gosaithan, amb els seus 8.027 msnm és el més baix dels 14 vuit mils i el darrer en ser escalat per les limitacions imposades per la Xina a l'hora d'accedir al Tibet.
El seu nom en tibetà significa cresta sobre la planícia d'herba. El seu nom xinès (xinès tradicional: 希夏邦馬, xinès simplificat: 希夏邦马, pinyin: Xīxiàbāngmǎ) és una interpretació fonètica del nom tibetà. Per la seva banda Gosaithan en sànscrit significa el tron dels déus.

## Situació
Dels 14 cims que superen els 8000 msnm, el Shisha Pangma és l'únic que està totalment situat dins el Tibet, al parc nacional de Langtang. L'absència de grans cims al seu voltant fa que ressalti majestuosament l'abrupta i rocosa cara sud.

## Exploració
La seva exploració és molt recent. El 1921 fou observat des d'uns 45 km per membres britànics de l'equip de reconeixement de l'Everest. El 1945 fou dibuixat per Peter Aufschnaiter i Heinrich Harrer durant un viatge per la zona.
El 1949 Bill Tillman va dirigir una petita exploració pel Langtang Himal. En anys posteriors continuà sent fotografiat de lluny, però sense cap mena de possibilitat d'escalar-lo.
El 1961 els xinesos, en veure que era el darrer vuit mil verge, s'interessaren per ell. El 1963 van arribar a la muntanya els primers alpinistes, els quals exploraren la cara nord i arribaren fins als 7.160 m.

## Primera ascensió
El 1964 els xinesos tornen a la muntanya amb una expedició mastodòntica: més de 200 alpinistes, científics i portejadors. Per accedir-hi obriren una pista per a vehicles fins als 5.900 m, on edificaren una petita ciutat. Instal·laren 6 camps d'alçada i el 2 de maig 10 escaladors, sis xinesos i 4 tibetans, feren el cim.

## Ascensions posteriors
Fins al 1980 el Tibet fou tancat als alpinistes estrangers. Aquell any una expedició alemanya feu cim el 7 i 12 de maig seguint la via normal.
El 1981 la japonesa Junko Tabei fou la primera dona a pujar el Shisha Pangma.
Veient la relativa facilitat amb què era pujat, el 1985 s'hi va dirigir la primera expedició comercial.
El 1990 Joan Martinez es converteix en el primer català a fer el cim, tot seguint la via normal.
El 14 de gener de 2005 Piotr Morawski i Simone Moro feren la primera ascensió hivernal.
http://www.lasexta.com/noticias/mundo/hallan-anos-mas-tarde-cuerpo-congelado-alex-low-mejor-alpinista-mundo_2016050200135.html Arxivat 2016-05-03 a Wayback Machine.